# Jan Szpilka
Jan Szpilka SDS (* 20. Mai 1950 in Góra Jana) ist emeritierter Apostolischer Administrator der Komoren.

## Leben
Jan Szpilka trat der Ordensgemeinschaft der Salvatorianer bei, legte die Profess 1974 ab und empfing 1978 die Priesterweihe.
Papst Johannes Paul II. ernannte ihn am 1. April 1998 zum Apostolischen Administrator der Komoren. Von seinem Amt trat er am 6. Juni 2006 zurück.  